# Polittico di San Vincenzo Ferrer

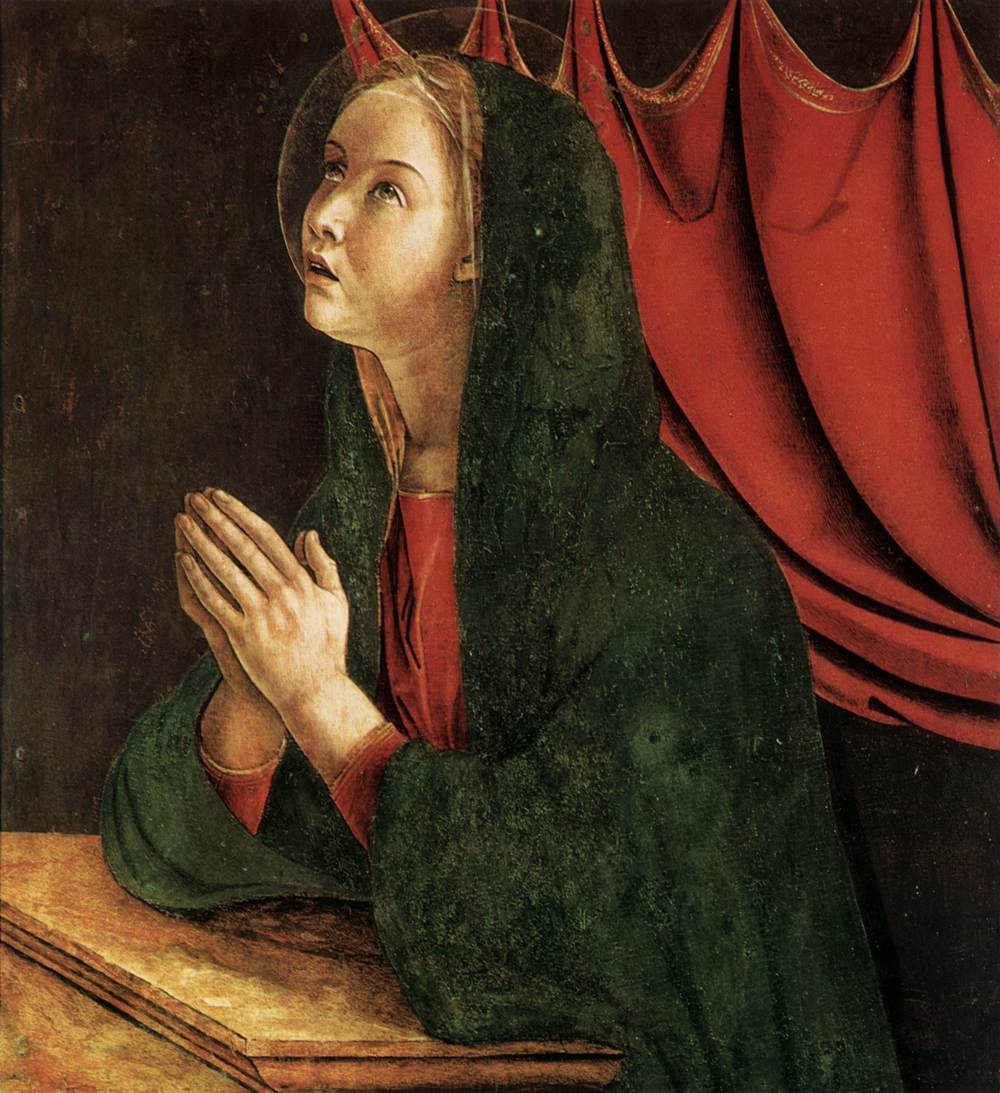
Vergine annunciata

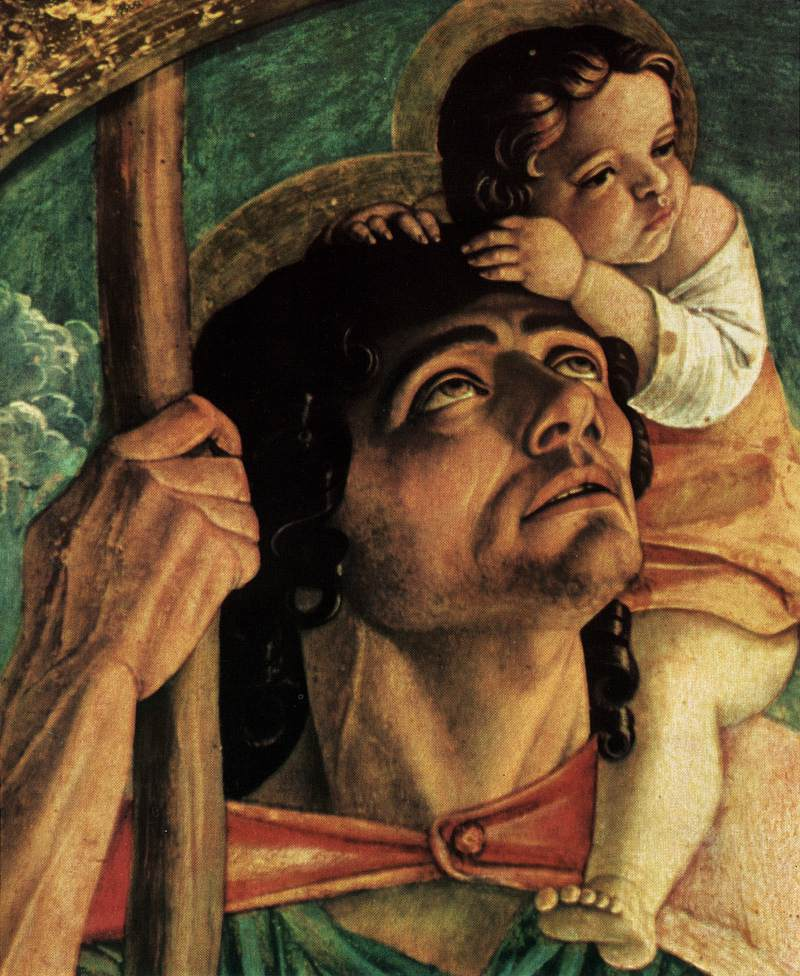
San Cristoforo e Gesù Bambino

Il polittico di San Vincenzo Ferrer è un dipinto tempera su tavola (scomparti del registro centrale 167x67 cm, registro superiore 72x67 cm, predella 36x60 cm) di Giovanni Bellini, databile al 1464-1470 e conservato nella collocazione originale nella basilica di San Zanipolo a Venezia.

## Storia
Il polittico venne eseguito probabilmente dal 1464 per l'altare dedicato a san Vincenzo Ferrer nella basilica veneziana. Il santo spagnolo, domenicano, era stato canonizzato nel 1455 e da allora l'Ordine si era impegnato in una vasta opera di propaganda per l'affermazione del culto, del quale non solo la pala ma anche la formazione della Scuola di San Vincenzo Ferrer presso la basilica, effettivo committente dell'altare e dell'opera, ne sono chiara testimonianza.
L'altare nella chiesa era stato finito di edificare nel 1464, secondo un documento non più reperibile, ma citato da Fogolari nel 1932.
L'attribuzione del polittico è quasi unanimemente accettata dalla critica moderna in favore di Giovanni Bellini, sebbene qualcuno consideri un intervento più o meno massiccio di un aiuto nella predella, forse Lauro Padovano. Tra le fonti antiche soltanto Francesco Sansovino lo menzionava come autografo nel 1581 seguito da Pietro Antonio Pacifico nella sua Cronica Veneta del 1697, mentre altri come Ridolfi, Boschini e Zanetti lo attribuivano ai Vivarini, Bartolomeo i primi due, Alvise l'ultimo; i più moderni, Cavalcaselle, Berenson e Venturi lo attribuivano a mani molteplici comprese quelle di Giovanni, dei Vivarini e di altri pittori dello stesso ambiente. Solo con la rivendicazione del Longhi al Giambellino (1914), confermata poi dal più specifico studio di Pallucchini (1945), il consenso si spostò prevalentemente su questa ipotesi. Alcuni avevano anche fatto l'ipotesi che esista un sensibile scarto cronologico tra le varie tavole, dovute a differenze stilistiche, che però non ha ottenuto seguito.

## Descrizione e stile

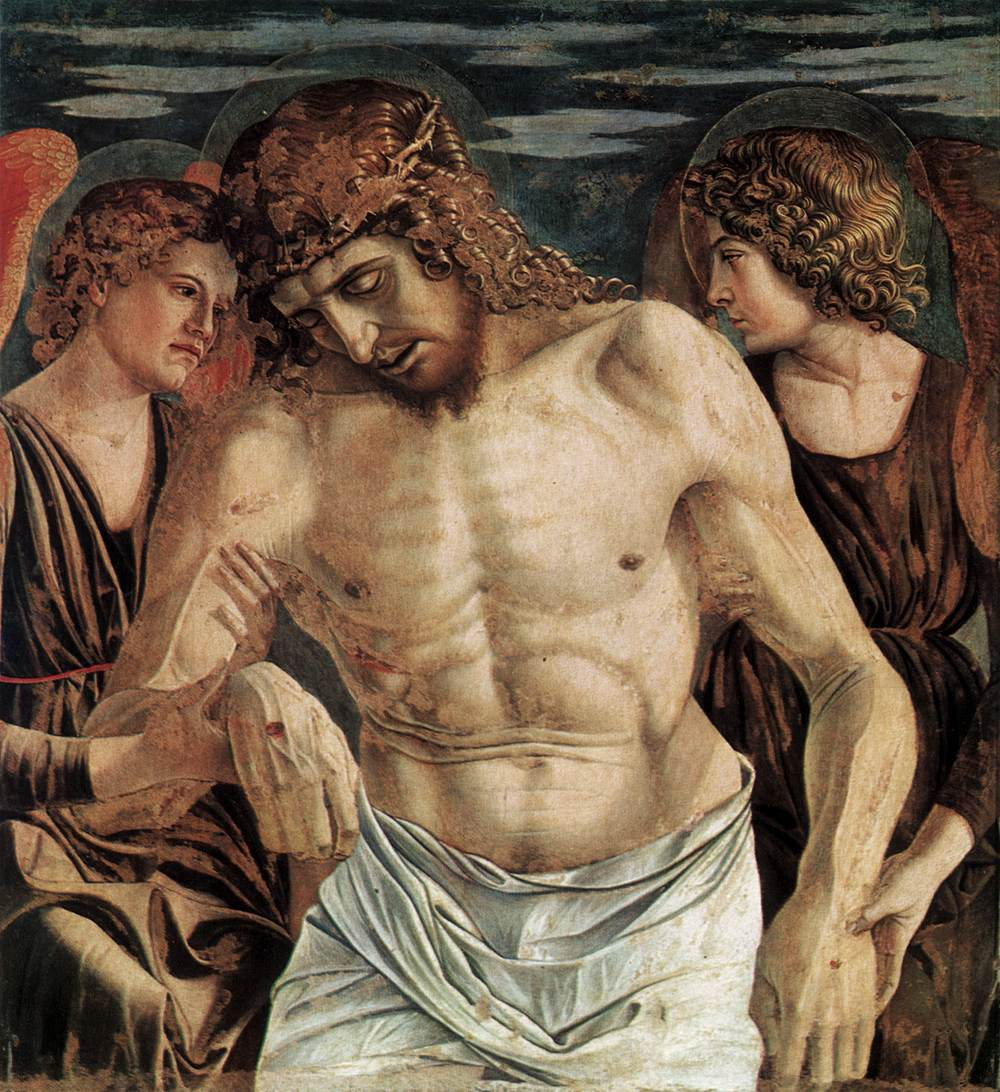
Cristo passo

Il polittico, dalla sfarzosa cornice dorata di gusto lombardesco inserita a sua volta in una severa struttura marmorea, è articolato su tre ordini per un totale di nove scomparti. La struttura originale comprendeva, al posto della conchiglia rococò, anche un'ampia lunetta raffigurante il Padre Eterno tolta nel 1777 e ora dispersa. Al centro si trovano tre santi a grandezza naturale, da sinistra san Cristoforo, san Vincenzo Ferrer e san Sebastiano. Il registro superiore mostra al centro un riquadro con il Cristo Passo (Cristo morto sorretto da due angeli) e ai lati l'Arcangelo Gabriele (con un giglio, simbolo di purezza) e la Vergine annunciata; quest'ultima è in preghiera ed ha lo sguardo rivolto verso l'alto, dove anticamente esisteva la lunetta dipinta con il Padre Eterno. La predella invece mostra i miracoli di Vincenzo Ferrer: i due scomparti laterali sono divisi in due scene ognuno per mezzo di una colonna dipinta, mentre quella centrale è una scena unica. Da sinistra si leggono: San Vincenzo salva un'annegata, resuscita i morti sotto le macerie, redime con le parole un uomo e una donna colpevoli di un delitto salvando le loro anime, resuscita un bambino e libera i prigionieri. 
I santi del registro centrale sono caratterizzati da un forte scatto plastico, sottolineato dalla monumentalità delle figure, le linee enfatiche delle anatomie e dei panneggi, l'uso geniale della luce radente dal basso per alcuni dettagli (come il volto di san Cristoforo). Lo spazio è dominato da lontani paesaggi sullo sfondo e la profondità prospettica è suggerita da pochi elementi basilari, come le frecce in scorcio di san Sebastiano o il lungo bastone di san Cristoforo o la velatura dell'acqua sui suoi piedi. A parte alcuni accorgimenti, come l'uso di una medesima linea dell'orizzonte, i pannelli centrali non sono legati da particolari rapporti compositivi, con ambientazioni in paesaggi differenti (ma nel centrale san Vincenzo completamente sostituito da un cielo popolato da angioletti). Si tratta di un retaggio tradizionale, come la spessa cornice di divisione tra un pannello e l'altro, che vennero presto superati dal maestro veneziano. 
Il Cristo Passo, ancora una volta nella produzione belliniana, segue uno schema compositivo bizantino, naturalmente aggiornato al naturalismo allora in voga in Italia. L'Angelo e Maria sono caratterizzati da una pittura limpida e smaltata: soprattutto nella veste dell'angelo le campiture sono intrise di luci ed ombre quasi scultoree, mentre nel riquadro della Vergine, dal delicato profilo, la tenda rossa provoca una fiammata cromatica improvvisa. Anche in questi riquadri sono pochi gli elementi che suggeriscono la profondità: le pieghe della tenda, lo scranno di Maria, il pilastro marmoreo davanti all'angelo. 
Se da una parte è evidente l'influsso del cognato Andrea Mantegna lo è anche il superamento da parte di Bellini lungo un suo percorso stilistico autonomo. Non mancano echi di Marco Zoppo, altro protagonista della pittura in Venezia a quei tempi. Mentre appare evidente lo scostamento dalla bottega, e propriamente del fratello Gentile, se si confrontano due opere coeve di questi nella Cappella di San Teodoro a San Marco, basti notare la resa dell'incarnato e delle vene del San Girolamo penitente  con la poderosa riuscita del muscoloso Cristoforo che pure ripete (riflessa) la testa del gentiliano San Francesco riceve le stimmate. La maturazione personale di Giovanni è avvertibile anche nel trattamento quasi ritrattistico del volto di Vincenzo Ferrer rispetto a quello, di poco precedente, del san Domenico nella lunetta del Trittico della Natività. Non mancano i tratti di delicatezza tipici dI Giovanni come per esempio nella rappresentazione dell'elegante angelo annunciante e ancor di più nel delicato Bambino reclinato sul capo di Cristoforo. 
Predella della Pala di San Vincenzo Ferrer